# Championnat de Libye de football 2004-2005
Navigation
Saison précédente Saison suivante
La saison 2004-2005 du Championnat de Libye de football est la trente-septième édition du championnat de première division libyen. Quatorze clubs prennent part au championnat organisé par la fédération. Les équipes sont regroupées au sein d'une poule unique où elles rencontrent leurs adversaires deux fois au cours de la saison, à domicile et à l'extérieur. À l'issue de la compétition. les quatre derniers du classement sont relégués et remplacés par les deux meilleurs clubs de Second Division tandis que le dixième dispute sa place parmi l'élite face au troisième de deuxième division, afin de réduire le championnat à douze formations la saison prochaine.
C'est le club d'Al Ittihad Tripoli qui remporte la compétition, après avoir terminé en tête du classement final, avec huit points d'avance sur l'un des clubs promus, Al Uroba Tripoli et neuf sur le tenant du titre, Al Olympic Zaouia. C'est le onzième titre de champion de Libye de l'histoire du club, qui réussit le doublé en s'imposant en finale de la Coupe de Libye face à Alakhdhar S.C..
Deux clubs sont exclus du championnat en cours de saison. Si pour Al Nasr Benghazi, la décision suit une première sanction de 6 points donnée par la FIFA, en revanche, pour Al Ahly Tripoli, la raison de cette exclusion est inconnue.

## Les clubs participants
| - Al Medina Tripoli - Al Mustaqbal - Promu de Second Division - Al Tahaddy Benghazi - Al Uroba Tripoli - Promu de Second Division - Al Shat Tripoli - Promu de Second Division - Al Olympic Zaouia - Wefaq Sabratha | - Rafik Sorman - Al Nasr Benghazi - Al Hilal Benghazi - Asswehly Sports Club - Al Ahly Tripoli - Alakhdhar S.C. - Al Ittihad Tripoli |

## Compétition
Le classement utilise le barème suivant :
- Victoire : 3 points
- Match nul : 1 point
- Défaite : 0 point

### Classement
| Rang | Équipe                 | Pts | J  | G  | N  | P  | Bp | Bc | Diff |
| ---- | ---------------------- | --- | -- | -- | -- | -- | -- | -- | ---- |
| 1    | Al Ittihad TripoliC    | 51  | 22 | 16 | 3  | 3  | 41 | 13 | +28  |
| 2    | Al Uroba TripoliP      | 43  | 22 | 12 | 7  | 3  | 39 | 21 | +18  |
| 3    | Al Olympic ZaouiaT     | 42  | 22 | 12 | 6  | 4  | 25 | 15 | +10  |
| 4    | Alakhdhar S.C.         | 34  | 22 | 9  | 7  | 6  | 23 | 16 | +7   |
| 5    | Al Hilal Benghazi      | 31  | 22 | 9  | 4  | 9  | 29 | 32 | -3   |
| 6    | Al Medina Tripoli      | 26  | 22 | 6  | 8  | 8  | 27 | 27 | 0    |
| 7    | Wefaq Sabratha         | 26  | 22 | 5  | 11 | 6  | 18 | 24 | -6   |
| 8    | Al Shat TripoliP       | 26  | 22 | 7  | 5  | 10 | 19 | 32 | -13  |
| 9    | Al MustaqbalP          | 23  | 22 | 6  | 5  | 11 | 30 | 32 | -2   |
| 10   | Rafik Sorman           | 23  | 22 | 5  | 8  | 9  | 20 | 25 | -5   |
| 11   | Asswehly Sports Club   | 18  | 22 | 4  | 6  | 12 | 21 | 34 | -13  |
| 12   | Al Tahaddy Benghazi    | 14  | 22 | 3  | 5  | 14 | 15 | 36 | -21  |
| 13   | Al Nasr Benghazi exclu | 0   | 0  | 0  | 0  | 0  | 0  | 0  | 0    |
| 14   | Al Ahly Tripoli exclu  | 0   | 0  | 0  | 0  | 0  | 0  | 0  | 0    |

| Qualifications et relégations | Qualifications et relégations                                                       |
| ----------------------------- | ----------------------------------------------------------------------------------- |
|                               | Qualification pour la Ligue des champions de la CAF 2006                            |
|                               | Qualification pour la Coupe de la confédération 2006                                |
|                               | Participation au barrage de promotion-relégation                                    |
|                               | Relégation directe en Second Division                                               |
|                               | T : Tenant du titre C : Vainqueur de la Coupe de Libye P : Promu de Second Division |

### Matchs

#### Barrage de promotion-relégation
| 17 juillet 2005 | Rafik Sorman (D1)          | 2 - 0 | (D2) Al Wahda Tripoli | Stade du 9 juillet, Tripoli                    |                                                |
| 16:00           | Hashanah 45+2e · Fathi 85e |       |                       | Spectateurs : 8 754 Arbitrage : Adil al-Sawisy | Spectateurs : 8 754 Arbitrage : Adil al-Sawisy |

## Bilan de la saison
| Championnat de Libye de football 2004-2005 |                                |
| Champion                                   | Al Ittihad Tripoli (11e titre) |
| Coupes et trophées                         |                                |
| Vainqueur de la Coupe de Libye 2004-2005   | Al Ittihad Tripoli             |
| Qualifications continentales               |                                |
| Ligue des champions de la CAF 2006         | Al Ittihad Tripoli             |
| Coupe de la confédération 2006             | Alakhdhar S.C.                 |
| Promotions et relégations                  |                                |
| Promus en Premier League                   | Al Ahly Benghazi               |
| Promus en Premier League                   | Al Charara                     |
| Relégués en Second Division                | Al Tahaddy Benghazi            |
| Relégués en Second Division                | Asswehly Sports Club           |
| Relégués en Second Division                | Al Nasr Benghazi               |
| Relégués en Second Division                | Al Ahly Tripoli                |